# ピアノと管弦楽のためのムーヴメンツ
『ピアノと管弦楽のためのムーヴメンツ』（ピアノとかんげんがくのためのムーヴメンツ、Movements for Piano and Orchestra）は、イーゴリ・ストラヴィンスキーが1958年から1959年にかけて作曲した楽曲。
ストラヴィンスキーの作品の中でもっとも難解な作品のひとつである。「ウェーベルン的・点描的」と言われることもある。
ストラヴィンスキーの晩年の音楽は声楽曲が多く、この曲のような純粋な器楽曲はごく短い小品を除くと珍しい（ほかに1964年の『変奏曲―オルダス・ハクスリー追悼』がある）。

## 作曲の経緯
スイスのチューリヒに住む資産家カール・ウェーバーは、妻でピアニストであるマルグリット・ウェーバーのための協奏曲を依頼した。当初は『ピアノと種々の楽器群の協奏曲』(Concerto for Piano and Groups of Instruments)という題だったが、完成した曲からは「協奏曲」の語は除かれた。カール・ウェーバーは、15分から20分ほどの長さを要求したが、完成した作品は約半分の長さとなった。
曲は1959年7月30日に完成し、マルグリット・ウェーバーに献呈された。

## 初演
1960年1月10日、ニューヨークのタウンホールで開催されたストラヴィンスキー・フェスティヴァルで、マルグリット・ウェーバーのピアノ、作曲者本人の指揮によって初演された。
1963年4月9日、ジョージ・バランシンの振付により、ニューヨーク・シティ・バレエ団によってバレエとして上演された。

## 編成・構成
フルート、ピッコロ、オーボエ、コーラングレ、クラリネット、バスクラリネット、ファゴット、トランペット2、トロンボーン3、ハープ、チェレスタ、弦5部（6-6-4-5-2）、独奏ピアノ。
曲は速度の異なる5つの楽章から構成される。楽章どうしの間には、ピアノの登場しない数小節からなる「間奏」（草稿では実際に間奏と書かれていたが、最終的に除かれた）が存在する。全曲は連続して演奏されるが、間奏の前には休止を置くべきだと言う。
- 第1楽章 ♪ = 110、meno mosso ♪ = 72
- 第2楽章 ♩ = 52
- 第3楽章 ♪ = 72
- 第4楽章 ♪ = 80
- 第5楽章 ♪ = 104

楽器編成は楽章ごとに大きく異なり、たとえば間奏を除くとオーボエとコーラングレは第3楽章、ファゴットは第1楽章にしか登場しない。トランペットは最初の3楽章の間ミュートをつけている。出版楽譜は、各楽器が登場する部分以外は全休符ではなく空白になっており、一見すかすかした印象を受ける。
演奏時間は約10分。

## 音楽
ストラヴィンスキーは、自分のセリー音楽について「調性的」に作曲すると言っているが、『ムーヴメンツ』は調性的な要素を除いた、ストラヴィンスキーのいう「反調性的」な傾向をもつ音楽である。
音列（E♭-F♭-B♭-A♭-A♮-D-C-B♮-C♯-F♯-G-F♮）の各音は大部分が半音か全音の音程を持つ、ストラヴィンスキーの音列の特徴的な形をしている。それ以外の音程は完全四度・増四度・完全五度が各1回ずつ出てくる。
ストラヴィンスキーは、もとの音列を知っただけでは第1楽章の頭のフルートソロの音の順序はわからないだろうと言い、その後に謎めいた言葉を述べている。『ムーヴメンツ』以来、ストラヴィンスキーはエルンスト・クルシェネクの影響を受けて十二音の音列を6音ずつに二分し、各6音について、最初の音を最後に持ってきた後に最初の音が同じになるように転調させることで5つの新しい音列を作る（原形とあわせて6つの音列ができる）技法を採用するようになった。旋律はこれらを組みあわせることで得られる。ストラヴィンスキーがあげているフルートソロの例はこれらの音列から3-6音を抜きだしてつなげたことがわかっている。
ストラヴィンスキーはまた、この曲のリズム言語は自分の書いた曲のうちでもっとも進んだものだと述べているが、これは（トータル・セリエリズムのようなものでなく）垂直に聞かれるべきものだという。音符の間隔が徐々に短くなったり長くなったりする例が見られ、異なるパターンが組みあわさることによって極端に複雑なポリリズムが生まれる。

## 内容
第1楽章の冒頭で十二音からなる音列を主題のようにピアノが提示するが、オクターブの広い範囲にまたがっているために旋律としては認識しがたい。伝統的なソナタ形式の主題提示部のように繰りかえしたあと、速度ははっきり遅くなる。
木管楽器の間奏にはじまる第2楽章は速度が遅く、ピアノの長いトレモロとソロ弦楽器群を特徴とする。
第3楽章は弦楽器による間奏にはじまるが、間奏以外に弦楽器は出てこない。後半の管楽器の長いトリルとハープの低音の繰りかえしが印象的である。
第4楽章は金管楽器とファゴットによる間奏にはじまる。フルート・ピッコロ（この楽章にのみ登場）の高音と弦楽器のフラジオレットによる和音の伸ばしが多く聞かれ、もっとも和声的な楽章である。
第5楽章の間奏は唯一管弦楽の全奏により、フォルテッシモに到る。本体はかなり複雑だが、最後は静かにソロ弦楽器群で音列全体が再提示されて終わる。

## その他
作曲中の1959年春にストラヴィンスキーは日本を訪れている。ロバート・クラフトによると、ストラヴィンスキーは特に日本の雅楽の楽器の響きに魅了され、『ムーヴメンツ』および『墓碑銘』にその影響が見られるという。